# Steven Holcomb

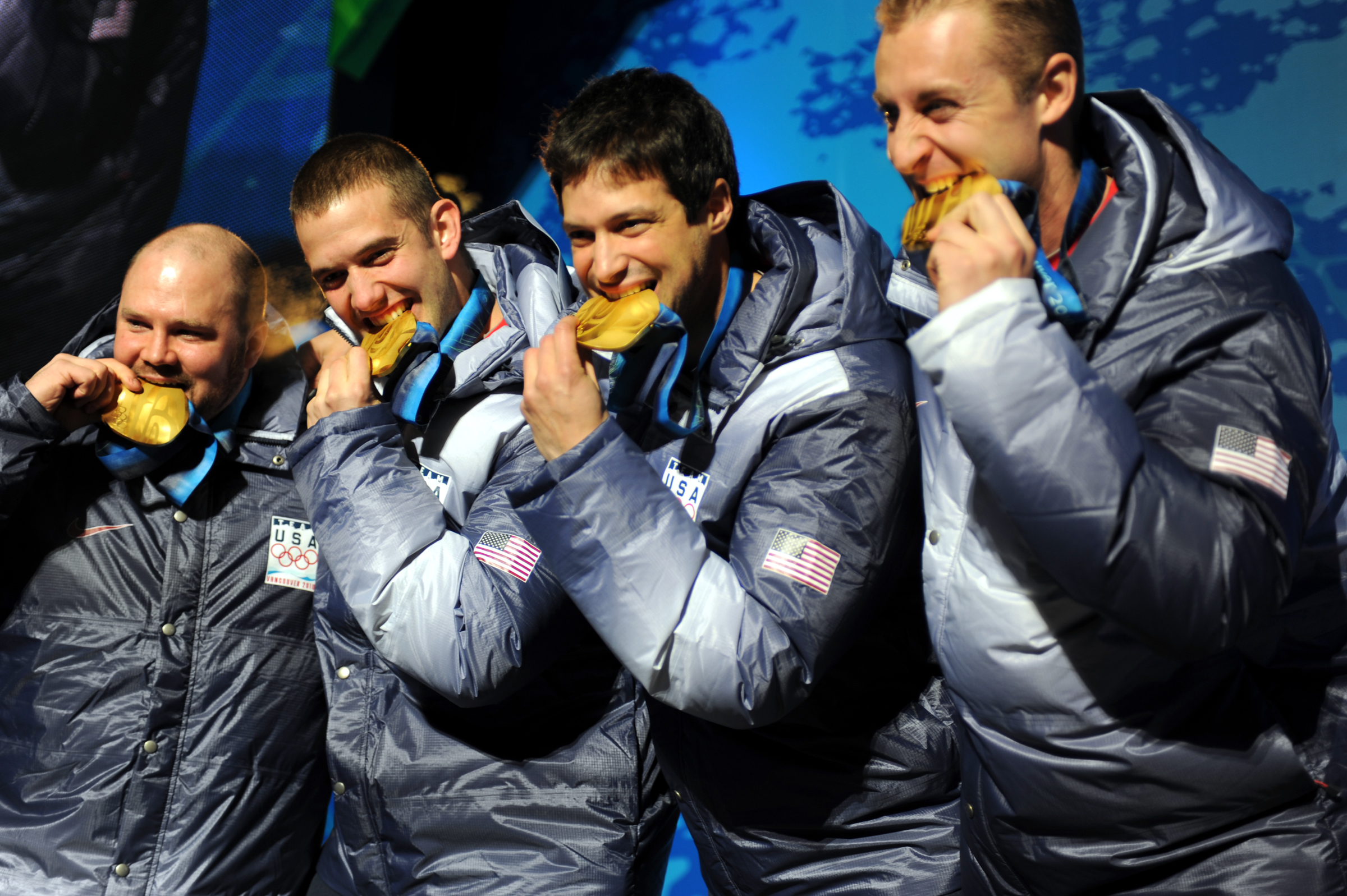
Steven Holcomb, Justin Olsen, Steve Mesler e Curtis Tomasevicz, medaglia d'oro olimpica nel bob a quattro a

Steven Holcomb (Colorado Springs, 14 aprile 1980 – Lake Placid, 6 maggio 2017) è stato un bobbista statunitense, campione olimpico di bob a quattro a Vancouver 2010, medaglia d'argento in entrambe le specialità a Soči 2014, cinque volte medaglia d'oro ai mondiali e detentore di sei trofei di Coppa del Mondo, numeri che lo pongono tra i bobbisti nordamericani più vittoriosi nella storia e tra i più vincenti in assoluto della sua generazione.

## Biografia
Prima di dedicarsi al bob Holcomb è stato un atleta di sci alpino per otto anni.

### Gli inizi da frenatore
Iniziò a gareggiare professionalmente nel 1998 come frenatore per la squadra nazionale statunitense. Debuttò in Coppa del Mondo nel novembre 1998 a Calgary, dove si piazzò al 17º posto pilotato da Brian Shimer. Durante il suo apprendistato da frenatore fece parte anche degli equipaggi condotti da Jim Herberich, Todd Hays e Mike Dionne.

### La carriera da pilota e i successi
Nel 2002 Holcomb decise di intraprendere la carriera di pilota, debuttando in Coppa Nordamericana e vincendo sei gare e ottenendo due secondi posti nella sua prima stagione. 
Esordì in Coppa del Mondo nel nuovo ruolo a metà della stagione 2002/03, il 9 gennaio 2003 a Sankt Moritz giungendo ventesimo nel bob a due e sedicesimo nel bob a quattro. Centrò il suo primo podio nonché la sua prima vittoria il 13 gennaio 2007 a Cortina d'Ampezzo imponendosi nel bob a due con il compagno Brock Kreitzburg e ripetendosi il giorno successivo nella gara a quattro con Kreitzburg, Pavle Jovanovic e Steve Mesler. Ha vinto in totale sei trofei di Coppa del Mondo, due nel bob a due (2006/07 e 2013/14), uno nel bob a quattro (2009/10) e tre nella combinata (2006/07, 2009/10 e 2013/14).

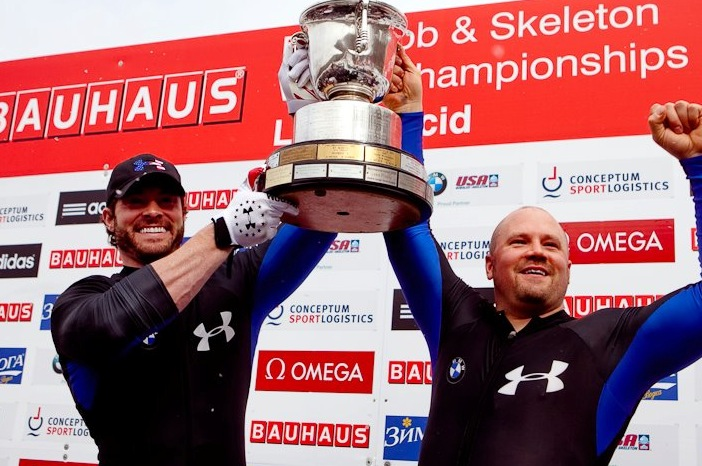
Holcomb con Steven Langton, campioni del mondo nel bob a due a Lake Placid 2012

Ha partecipato a tre Olimpiadi: a Torino 2006 si classificò al 14º posto nel bob a due e al 6º nel bob a quattro. Vinse la medaglia d'oro nel bob a quattro a Vancouver 2010 con Steve Mesler, Curtis Tomasevicz e Justin Olsen, a distanza di 62 anni dall'ultimo alloro olimpico conquistato da un equipaggio maschile statunitense, ottenuto ai Giochi di Sankt Moritz 1948 sempre nella disciplina a quattro. Conquistò infine altre due medaglie d'argento in entrambe le specialità a Soči 2014.
Holcomb può vantare anche dieci medaglie vinte ai campionati mondiali, di cui cinque d'oro e cinque di bronzo. Vinse infatti il titolo nel bob a quattro a Lake Placid 2009 e tre anni dopo, nell'edizione 2012 disputatasi sempre a Lake Placid fece l'en plein conquistando tre medaglie d'oro su tre disponibili (bob a due, a quattro e competizione a squadre). Si ripeté nella gara a squadre anche a 
Sankt Moritz 2013.

### Problemi alla vista

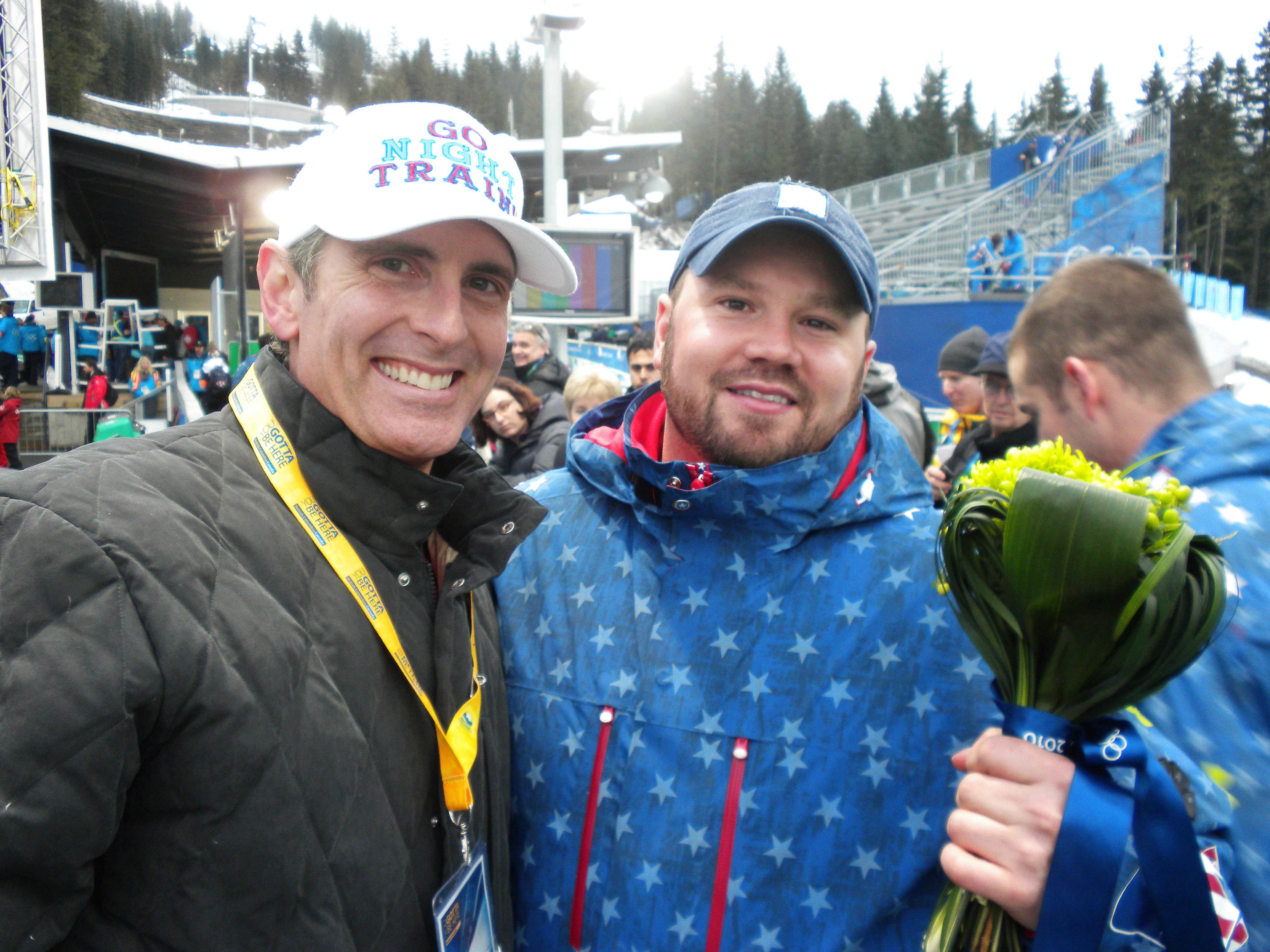
Holcomb con il dottor Wachler, che curò i suoi problemi alla vista, al termine dei Giochi di Vancouver 2010, dove vinse l'oro nel bob a quattro

Nel 2002 gli fu diagnosticato un problema degenerativo alla vista, che iniziò a condizionargli la vita sia in ambito quotidiano sia in ambito sportivo. Nel 2007 gli fu quindi praticata un'operazione non invasiva che gli permise di vincere, in quella stagione, tre ori, tre argenti e un bronzo in Coppa del Mondo.
I problemi alla vista però non sparirono, e si accentuarono l'anno successivo quando gli fu diagnosticato il cheratocono, assottigliamento della cornea che distorce il campo visivo. Il dottor Brian Boxer Wachler propose a Holcomb una cura a base di vitamine la cui assunzione, combinata con la luce, avrebbe permesso a Holcomb di riottenere una vista perfetta. La procedura durò soltanto 20 minuti e da allora Holcomb ricominciò a vedere perfettamente.

### La morte
La mattina del 6 maggio 2017 Holcomb è stato trovato morto nella sua stanza all'Olympic Training Center di Lake Placid, dove si trovava per delle sedute di allenamento. Il primo referto del medico legale accertò che Holcomb è deceduto nel sonno a causa di una congestione polmonare, di cui tuttavia non è nota la causa scatenante.

## Palmarès

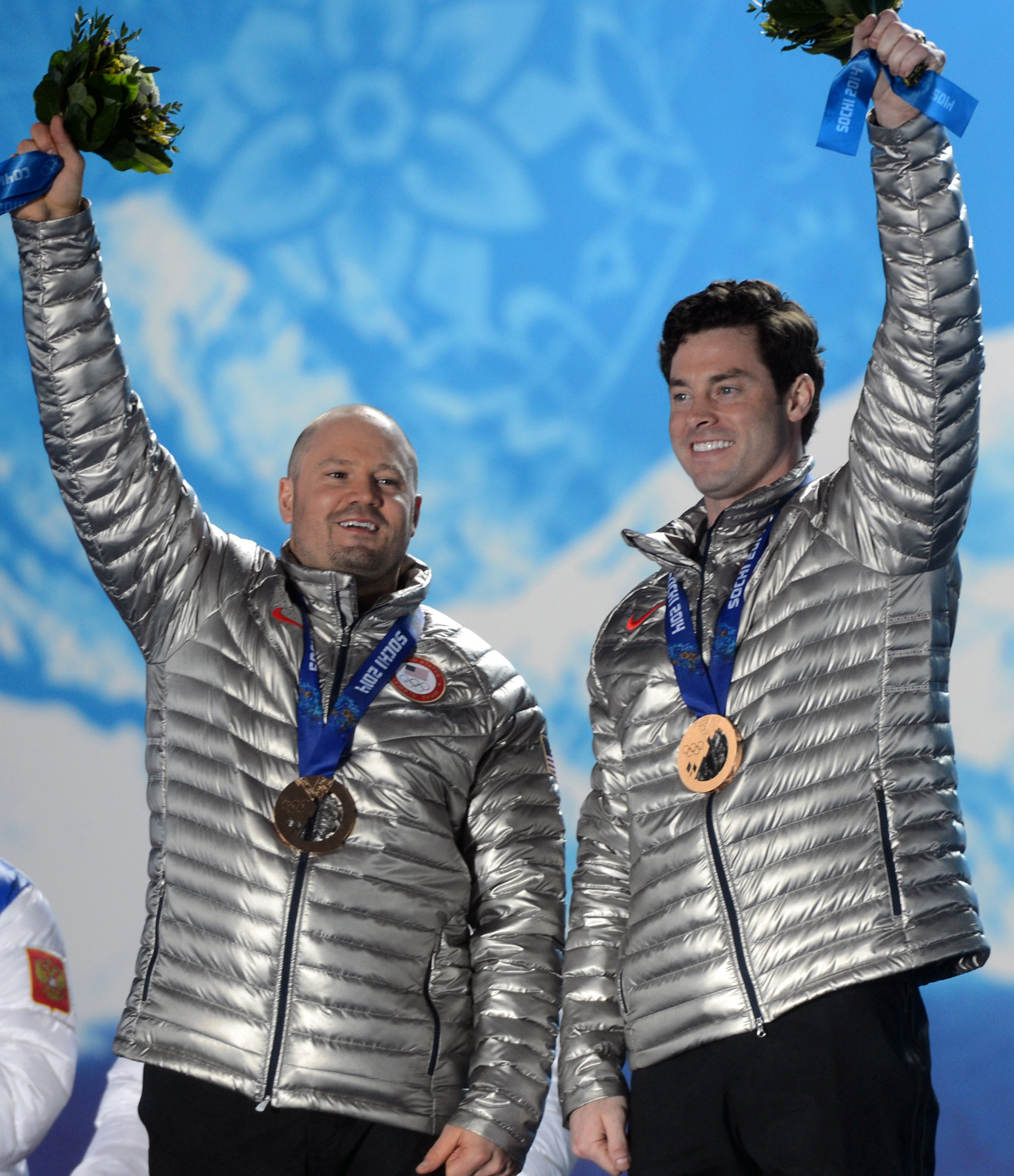
Holcomb e Langton, medaglia d'argento olimpica nel bob a due a

### Olimpiadi
- 2 medaglie:
  - 1 oro (bob a quattro a Vancouver 2010);
  - 2 argenti (bob a due, bob a quattro a Soči 2014).

### Mondiali
- 10 medaglie:
  - 5 ori (bob a quattro a Lake Placid 2009; bob a due, bob a quattro e squadre miste a Lake Placid 2012; squadre miste a Sankt Moritz 2013);
  - 5 bronzi (squadre miste a Altenberg 2008; bob a due e squadre miste a Lake Placid 2009; bob a quattro a Königssee 2011; bob a quattro a Sankt Moritz 2013).

### Coppa del Mondo
- Vincitore della classifica generale nel bob a due maschile nel 2006/07 e nel 2013/14);
- Vincitore della classifica generale nel bob a quattro maschile nel 2009/10);
- Vincitore della classifica generale nella combinata maschile nel 2006/07, nel 2009/10 e nel 2013/14);
- 61 podi (28 nel bob a due, 32 nel bob a quattro, 1 nelle gare a squadre):
  - 29 vittorie (13 nel bob a due, 16 nel bob a quattro);
  - 22 secondi posti (9 nel bob a due, 13 nel bob a quattro);
  - 10 terzi posti (6 nel bob a due, 3 nel bob a quattro, 1 nelle gare a squadre).

#### Coppa del Mondo - vittorie
| Data             | Luogo                | Paese       | Disciplina                                                         |
| ---------------- | -------------------- | ----------- | ------------------------------------------------------------------ |
| 13 gennaio 2007  | Cortina d'Ampezzo    | Italia      | a due con Brock Kreitzburg                                         |
| 14 gennaio 2007  | Cortina d'Ampezzo    | Italia      | a quattro con Steve Mesler, Pavle Jovanovic e Brock Kreitzburg     |
| 21 gennaio 2007  | Igls                 | Austria     | a quattro con Steve Mesler, Pavle Jovanovic e Brock Kreitzburg     |
| 10 febbraio 2007 | Cesana Torinese      | Italia      | a due con Curtis Tomasevicz                                        |
| 11 febbraio 2007 | Cesana Torinese      | Italia      | a quattro con Steve Mesler, Pavle Jovanovic e Brock Kreitzburg     |
| 1º dicembre 2007 | Calgary              | Canada      | a quattro con Steve Mesler, Pavle Jovanovic e Brock Kreitzburg     |
| 7 dicembre 2007  | Park City            | Stati Uniti | a due con Curtis Tomasevicz                                        |
| 8 dicembre 2007  | Park City            | Stati Uniti | a quattro con Steve Mesler, Pavle Jovanovic e Brock Kreitzburg     |
| 13 febbraio 2009 | Park City            | Stati Uniti | a quattro con Justin Olsen, Steve Mesler e Curtis Tomasevicz       |
| 14 febbraio 2009 | Park City            | Stati Uniti | a quattro con Justin Olsen, Steve Mesler e Curtis Tomasevicz       |
| 22 novembre 2009 | Lake Placid          | Stati Uniti | a quattro con Justin Olsen, Steve Mesler e Curtis Tomasevicz       |
| 6 dicembre 2009  | Cesana Torinese      | Italia      | a quattro con Justin Olsen, Steve Mesler e Curtis Tomasevicz       |
| 13 dicembre 2009 | Winterberg           | Germania    | a quattro con Justin Olsen, Steve Mesler e Curtis Tomasevicz       |
| 28 novembre 2010 | Whistler             | Canada      | a quattro con Steven Langton, Curtis Tomasevicz e Justin Olsen     |
| 19 dicembre 2010 | Lake Placid          | Stati Uniti | a quattro con Justin Olsen, Steven Langton e Curtis Tomasevicz     |
| 9 novembre 2012  | Lake Placid          | Stati Uniti | a due con Steven Langton                                           |
| 16 novembre 2012 | Park City            | Stati Uniti | a due con Curtis Tomasevicz                                        |
| 24 novembre 2012 | Whistler             | Canada      | a due con Steven Langton                                           |
| 29 novembre 2013 | Calgary              | Canada      | a due con Steven Langton                                           |
| 30 novembre 2013 | Calgary              | Canada      | a quattro con Curtis Tomasevicz, Steven Langton e Christopher Fogt |
| 6 dicembre 2013  | Park City            | Stati Uniti | a due con Christopher Fogt                                         |
| 7 dicembre 2013  | Park City            | Stati Uniti | a quattro con Curtis Tomasevicz, Steven Langton e Christopher Fogt |
| 13 dicembre 2013 | Lake Placid          | Stati Uniti | a due con Steven Langton                                           |
| 14 dicembre 2013 | Lake Placid          | Stati Uniti | a due con Christopher Fogt                                         |
| 15 dicembre 2013 | Lake Placid          | Stati Uniti | a quattro con Curtis Tomasevicz, Steven Langton e Christopher Fogt |
| 18 gennaio 2014  | Igls                 | Austria     | a due con Steven Langton                                           |
| 26 gennaio 2014  | Schönau am Königssee | Germania    | a quattro con Curtis Tomasevicz, Steven Langton e Christopher Fogt |
| 8 gennaio 2016   | Lake Placid          | Stati Uniti | a due con Carlo Valdes                                             |
| 16 dicembre 2016 | Lake Placid          | Stati Uniti | a due con Samuel McGuffie                                          |

#### Coppa Nordamericana[3]
- Miglior piazzamento in classifica generale nel bob a due; 13º nel 2008/09;
- Miglior piazzamento in classifica generale nel bob a quattro: 8º nel 2008/09;
- Miglior piazzamento in classifica generale nella combinata maschile: 10º nel 2008/09;
- 15 podi:
  - 11 vittorie;
  - 4 secondi posti.